# Vittore Catella
Vittore Catella (Trivero, 15 giugno 1910 – Torino, 17 giugno 2000) è stato un ingegnere, politico e dirigente sportivo italiano.
Combatté durante la guerra d'Etiopia e la seconda guerra mondiale, venendo decorato con due medaglie d'argento e tre di bronzo al valor militare, e cinque Croci al merito di guerra, per poi assurgere alla notorietà nel secondo dopoguerra con la presidenza della squadra di calcio della Juventus, ruolo ricoperto dal 1962 al 1971.

## Biografia
Biellese, sportivo molto attivo, giocò a rugby, e praticò l'atletica leggera e la pallacanestro; nel 1933 e nel 1937 partecipò ai Giochi mondiali universitari di bob. Appassionatosi al mondo dell'aviazione, dopo aver conseguito la laurea in ingegneria, si arruolò nella Regia Aeronautica come ufficiale di complemento.  Con il grado di tenente prese parte alla guerra d'Etiopia in forza alla 1ª Squadriglia Somala Ricognizione Terrestre, al comando del capitano Gastone Gorelli, equipaggiata con 9 IMAM Ro.1. Rientrò in Italia decorato con due Medaglie di bronzo al valor militare. Partì poi per combattere nella guerra civile spagnola, assegnato alla 230ª Squadriglia B.T. equipaggiata con i Fiat BR.20 Cicogna, venendo decorato con una Medaglia d'argento e una di bronzo al valor militare.
Partecipò alla seconda guerra mondiale come ufficiale pilota, e per un'azione di bombardamento effettuata su Gibilterra nel luglio 1940, fu decorato con una seconda Medaglia d'argento al valor militare. Nel 1942 fu assegnato alla Fiat come capo collaudatore, portando in volo per la prima volta il prototipo del velivolo da trasporto quadrimotore Piaggio P.108T (18 luglio dello stesso anno). La sua passione per il volo continuò nel dopoguerra, tanto da collaudare nel 1947 il Fiat G.212 da trasporto civile, e nel 1951 il Fiat G.80, primo aereo a reazione italiano, che aveva contribuito a progettare. Successivamente divenne deputato al Parlamento italiano per il PLI, e nel 1958 assunse l'incarico di Presidente provinciale del CONI, e in seguito anche quella di presidente regionale.
Da presidente della Juventus, incarico assunto nel 1962 su pressione di Gianni Agnelli e per cui fu costretto ad abbandonare l'attività aviatoria, si ritrovò a rifondare la squadra dopo i successi del Trio Magico. Sul piano finanziario, condusse la società nella trasformazione da azienda con capitale privato a responsabilità limitata, a società per azioni; sul versante sportivo, in un decennio egemonizzato dalla Grande Inter, la squadra bianconera vinse una Coppa Italia nel 1965 e uno scudetto nel campionato 1966-67. Lasciò l'incarico nel 1971, sostituito da Giampiero Boniperti.
Successivamente fu presidente dell'Aero Club d'Italia (1970-1974), dell'Union Internationale Motonautique (1972-1975) e dell'Istituto Nazionale del Nastro Azzurro (1973-2000). Continuò a seguire la Juventus da semplice tifoso senza perdersi, fino a 87 anni, una sola partita.
Morì a Torino il 17 giugno 2000, dopo una breve malattia. È sepolto nel Cimitero monumentale di Torino.